# Żerkowice (województwo dolnośląskie)
Żerkowice – wieś w Polsce położona w województwie dolnośląskim, w powiecie lwóweckim, w gminie Lwówek Śląski, na pograniczu Pogórza Izerskiego i Pogórza Kaczawskiego w Sudetach.

## Podział administracyjny
W latach 1975–1998 miejscowość należała administracyjnie do województwa jeleniogórskiego.

## Nazwa
W kronice łacińskiej Liber fundationis episcopatus Vratislaviensis (pol. Księga uposażeń biskupstwa wrocławskiego) spisanej za czasów biskupa Henryka z Wierzbna w latach 1295–1305 miejscowość wymieniona jest w zlatynizowanej formie Sircowitz.

## Zabytki
Do wojewódzkiego rejestru zabytków wpisany jest:
- kościół pw. Matki Bożej Różańcowej - późnogotycki z XV/XVI wieku, przebudowany w XVIII i XIX wieku. Wieża kościoła jest czworoboczna, górą ośmioboczna; w oknie południowym znajduje się wyryta data 1208. Wyposażenie barokowe (ołtarze, chrzcielnica, organy, szafa organowa) z XVIII w., oraz 4 gotyckie figury z XV-XVII w. Na murze płyty nagrobne z XVII w.

inne zabytki:
- dwa krzyże pokutne z XIV-XVI w.; jeden z przedstawieniem topora[7] a drugi wideł[8].

## Przemysł
- kamieniołom piaskowca ("Kopalnie Piaskowca" S.A. "Żerkowice" Kopalnia Piaskowca S.A.)

## Demografia
Liczba ludności w latach 1786–2011.